# Grünalternative Jugend
Die Grünalternative Jugend (GAJ) war eine Jugendorganisation in Österreich. Sie wurde der Partei Die Grünen – Die Grüne Alternative zugeordnet und war bis 2011 deren offiziell anerkannte Jugendorganisation. Die GAJ wurde durch die Junge Grüne (Österreich) abgelöst.
Seit 2017 gibt es eine gleichnamige Jugendorganisation in Wien, die der Partei Die Grünen Wien zuzuordnen ist. Diese gehört der bundesweiten Jugendorganisation Grüne Jugend – Grünalternative Jugend an.

## Organisation
Die GAJ bestand in verschiedenen Bundesländern und mit Unterbrechungen vom Beginn der 1990er Jahre bis 2014. Seit 2017 gibt es wieder eine gleichnamige Jugendorganisation in Wien.
Die Grünalternative Jugend Wien brachte mehrmals im Jahr die Zeitung Suspect heraus, die eine Auflage von rund 8500 Exemplaren hatte. Die Zeitung war auch komplett online verfügbar. Die GAJ Landesorganisation Oberösterreich brachte bis Ende 2006 ihrerseits die Zeitung Kaktus mit einer Auflage von 6000 Exemplaren heraus. Seit 2009 erscheint auch der Kaktus wieder regelmäßig.
Als es 2002 zu Regierungsverhandlungen zwischen ÖVP und den Grünen kam, wurde durch die Grünalternative Jugend Wien aus Protest gegen Verhandlungen kurzzeitig der Grüne Klub im Nationalrat besetzt. Die GAJ warf dabei dem Grünen Bundessprecher Alexander Van der Bellen vor, die Partei zu erpressen. Von der GAJ selbst wird der Konflikt im Spannungsfeld der verschiedenen ideologischen Wurzeln der Partei interpretiert, wobei sie sich selbst der radikalen Linken zurechnet.
Die GAJ ist basisdemokratisch aufgebaut. Bundesweit basiert sie auf die viermal im Jahr stattfindenden Bundestreffen der GAJ. Die GAJ ist von Grund auf dezentral aufgebaut und versucht, keine Hierarchien in der Organisation entstehen zu lassen. Im Gegensatz zu vielen anderen Jugendorganisationen gibt es keine offizielle Mitgliedschaft und keine Mitgliedsbeiträge.
Die GAJ Österreich war an der Basis in Orts-, Bezirks- und Gemeindegruppen organisiert, die jeweils autonom voneinander agieren und als gemeinsamen Dachverband die jeweilige Landesorganisation bzw. die Bundesorganisation haben. Während die erste Bundesorganisation der GAJ noch stärkere gemeinsame Strukturen hatte, war die spätere Plattform GAJ nur noch ein loser Zusammenschluss unabhängiger Gruppen.
Die zweite Bundesorganisation der GAJ, die Plattform GAJ, beteiligte sich seit ihrer Gründung 2003 an diversen Projekten mit unterschiedlichen Schwerpunkten. Darüber hinaus organisierte sie ein breites Bildungsprogramm das auch Nichtmitgliedern offensteht. Einige Teilorganisationen der GAJ waren sehr stark in die autonome Linke und weniger auf die Grünen hin orientiert.
Manche Aktionen stoßen auch bei der Mutterpartei auf Kritik; so stellte die GAJ 2007 ein Plakat mit dem Slogan „Nimm dein Flaggerl für dein Gaggerl - Wer Österreich liebt muss scheiße sein“ aus. Birgit Meinhard-Schiebel sprach daraufhin von einer „unglücklichen Geschichte“.

## Geschichte
Die erste offizielle Erwähnung einer GAJ war die Gründung der GAJ Wien am 10. Mai 1992. 1993 wurde die GAJ Vorarlberg in Feldkirch als Abspaltung von der linksalternativen Jugendinitiative Pangea gegründet, es folgte das erste Bundestreffen der GAJ, an dem jedoch vorerst nur die Landesorganisationen Wien und Vorarlberg teilnahmen. Im Jahr 1994 folgte die Gründung der GAJ Oberösterreich in Garsten bei Steyr. Es folgten Gruppen in Kärnten, Wiener Neustadt (Niederösterreich), im Pinzgau (Land Salzburg) und kurzzeitig in der Steiermark und im Burgenland. In der Steiermark und im Burgenland existierten aber nur einzelne Aktivisten, denen es nie wirklich gelang, Gruppenaktivitäten zu entfalten.
1992 entstand die erste Ausgabe der GAJ-Zeitschrift Vorlaut, die 2000 wieder eingestellt wurde. Ebenfalls in diesem Jahr erlangte die GAJ unverhofft österreichweite Bekanntheit, indem Jörg Haider, in einer Fernsehkonfrontation zur Nationalratswahl, der damaligen Spitzenkandidatin der Grünen, Madeleine Petrovic, Berichte aus dem Innenministerium vorlegte, die besagten, dass die GAJ (bzw. ihre damalige Linzer Regionalgruppe Junge Linke Stimme, JLS) angeblich Material zum Bau von Briefbomben aus Deutschland angefordert hatte. Das war jedoch eine falsche Behauptung.
Von den Mitgliedern der GAJ der ersten Generation ist heute nur noch der Nationalratsabgeordnete Albert Steinhauser, der Grüne Basisaktivist Charlie Bader und die Bezirksrätin Veronika Reininger bei den Grünen aktiv. Andere Aktivisten der Neunzigerjahre wechselten später zur SPÖ, KPÖ oder zu der außerparlamentarischen Linken.
1995 wurde neben den bestehenden Bundestreffen auch eine permanente bundesweite Struktur geschaffen. Der spätere Nationalratsabgeordnete Albert Steinhauser wurde zum ersten Bundessprecher, Ursula Roschger zur gleichberechtigt auftretenden Bundessprecherin, der spätere Politikwissenschafter Thomas Schmidinger zum Bundeskoordinator gewählt. Bundessprecher und Bundessprecherin vertraten die Organisation nach außen, der Bundeskoordinator hatte eine Koordinationsfunktion für die Vernetzung der einzelnen Landesorganisationen. Diese Funktion wurde nach dem Austritt Schmidingers 1997 jedoch nicht mehr nachbesetzt, was zu einer weitgehend autonomen Entwicklung verschiedener Landesorganisationen führte. 1996 versuchte die GAJ erstmals in den Bundesjugendring (damalige Bundesjugendvertretung) aufgenommen zu werden. Dies scheiterte aber an der Jungen Volkspartei, da diese es als Problem ansah, dass die Grünalternative Jugend im TATblatt, einer als linksextrem eingestuften Zeitschrift, inseriert hatte. Beim zweiten Versuch fordert die Junge ÖVP im Gegenzug auch den katholischen Cartellverband (konservative Studentenverbindung) aufzunehmen. Die GAJ lehnte dieses Angebot ab und entschloss sich, an dem Bundesjugendring nicht teilzunehmen. Kurz darauf fand sich aber doch eine Mehrheit für die Aufnahme der GAJ. Die GAJ trat bei, der ÖCV hingegen nicht. Die GAJ war bis zur Ablöse durch die Jungen Grünen 2011 in der Bundesjugendvertretung vertreten.
1998 schaffte es die Grünalternative Jugend im Zuge der Bundespräsidentschaftswahl abermals in die Medienberichterstattung, als erklärt wurde, dass sie gegen den Beschluss der Grünen Partei eine eigene Kandidatin für die Wahl aufstellen. Es wurde vonseiten der GAJ vorab angekündigt, dass es sich um eine „ältere Frau, die aus dem Kulturbereich kommt, sehr bekannt ist und sich für die Jugend stark macht“ handeln würde. Rund zwei Wochen nach der Ankündigung folgte die Präsentation im Rahmen einer Pressekonferenz:

„Weil das Präsidentenamt überflüssig und abzuschaffen ist, will die Grünalternative Jugend Pippi Langstrumpf in den Wahlkampf schicken. Pippi steht für ein selbstbestimmtes Leben und Ablehnung von Autorität.“

2001 kam es aufgrund interner ideologischer Differenzen zum Beschluss der Auflösung der Bundes-GAJ, 2002 wurde die GAJ Kärnten/Koroska gegründet. 2003 wurde die Bundesorganisation aus den GAJs der Bundesländer Wien, Vorarlberg und Kärnten als Plattform GAJ neu gegründet, sie trat der Vereinigung Junger Europäischer Grüner bei. Im gleichen Jahr formierte sich die Grüne Jugend Steiermark neu, benannte sich schließlich wie die anderen GAJs in Grünalternative Jugend um, verließ die Plattform jedoch 2008 wieder und ist seither als Junge Grüne Steiermark weiter existiert. In Tirol existierte eine kleine Mitgliedsorganisation der GAJ. Die zweitälteste Landesorganisation, die GAJ Vorarlberg, wurde 2009 aufgelöst. Statt ihrer gründete sich 2008 die FroG – Junge Grüne Plattform, die sich inzwischen in Junge Grüne Vorarlberg umbenannt hat und von Anfang an mit der rivalisierenden Gruppe aus der Steiermark und nicht mit der Grünalternativen Jugend zusammenarbeitete.
Die 2004 aus der GAJ Burgenland entstandene Organisation Grüne und Unabhängige Jugend Burgenland war Teil der Plattform GAJ, heute besteht im Burgenland die Organisation Junge Grüne Burgenland. Nach heftigen strukturellen – aber weniger inhaltlichen – Auseinandersetzungen zwischen der GAJ Wien und den Jungen Grünen Steiermark verlor die Plattform GAJ 2011 die Anerkennung der Bundespartei der Grünen als Jugendorganisation zu Gunsten der von der Jungen Grünen Steiermark gegründete Organisation Junge Grüne (Österreich). Dieser gehören neben den Jungen Grünen Steiermark auch die Jungen Grünen Niederösterreich, die Jungen Grünen Burgenland, die Jungen Grünen Salzburg, die Jungen Grünen Telfs und die Jungen Grünen Vorarlberg an. Die GAJ Wien war allerdings noch bis 2014 die von den Wiener Grünen anerkannte und finanzierte Jugendorganisation, ehe sie durch Zusammenschluss mit bereits bestehenden Bezirksgruppen der Jungen Grünen in deren Bundesorganisation aufgingen.
Nach der Abspaltung der Jungen Grünen im Jahr 2017 von den Grünen Österreich hat sich eine neue Jugendorganisation der Grünen manifestiert. Diese läuft bundesweit unter dem Doppelnamen Grüne Jugend – Grünalternative Jugend. In Wien tritt die Organisation allerdings nur unter dem Namen Grünalternative Jugend Wien auf.

## Grundsätze der GAJ
Die GAJ bezeichnet sich selbst als basisdemokratisch, solidarisch, feministisch, ökologisch, antifaschistisch, antirassistisch, gewaltfrei, antinational, emanzipatorisch, inklusiv, selbstbestimmt und antikapitalistisch.